# Saint-Étienne-de-Villeréal
Saint-Étienne-de-Villeréal é uma comuna francesa na região administrativa da Nova Aquitânia, no departamento Lot-et-Garonne. Estende-se por uma área de 14,56 km². Em 2010 a comuna tinha 300 habitantes (densidade: 20,6 hab./km²).